# Дели пайаудвар (станция метро)
«Дели пайаудвар» (венг. Déli pályaudvar — Южный вокзал) — станция Будапештского метрополитена. Конечная станция линии M2 (красной).
Выход со станции осуществляется в здание вокзала Дели (Южного вокзала) и на улицу Алкоташ (венг. Alkotás utca). «Дели пайаудвар» — одна из восьми (по состоянию на 2014 год) станций Будапештского метрополитена, расположенная в Буде; прочие 44 станции находятся в Пеште.
Открыта 22 декабря 1972 года в составе участка «Деак Ференц тер» — «Дели пайаудвар».
«Дели пайаудвар» — станция глубокого заложения, глубина 25,3 метра. На станции одна островная платформа пилонного типа и единственный выход, оборудованный эскалатором.